# Ratusz w Mikulczycach
Ratusz w Mikulczycach – zabytkowy budynek z początku XX wieku zlokalizowany przy ul. Tarnopolskiej 80 w Zabrzu, w dzielnicy Mikulczyce.
W budynku mieściła się siedziba władz dawnej gminy Mikulczyce (niem. Gemeinde Mikultschütz; w latach 1935–1945 Gemeinde Klausberg) należącej do niemieckich powiatów Tarnowitz (w latach 1911–1927) oraz Beuthen-Tarnowitz (w latach 1927–1945). Po zakończeniu II wojny światowej, w latach 1945–1951 gmach był siedzibą gminy Mikulczyce w powiecie bytomskim.

## Historia

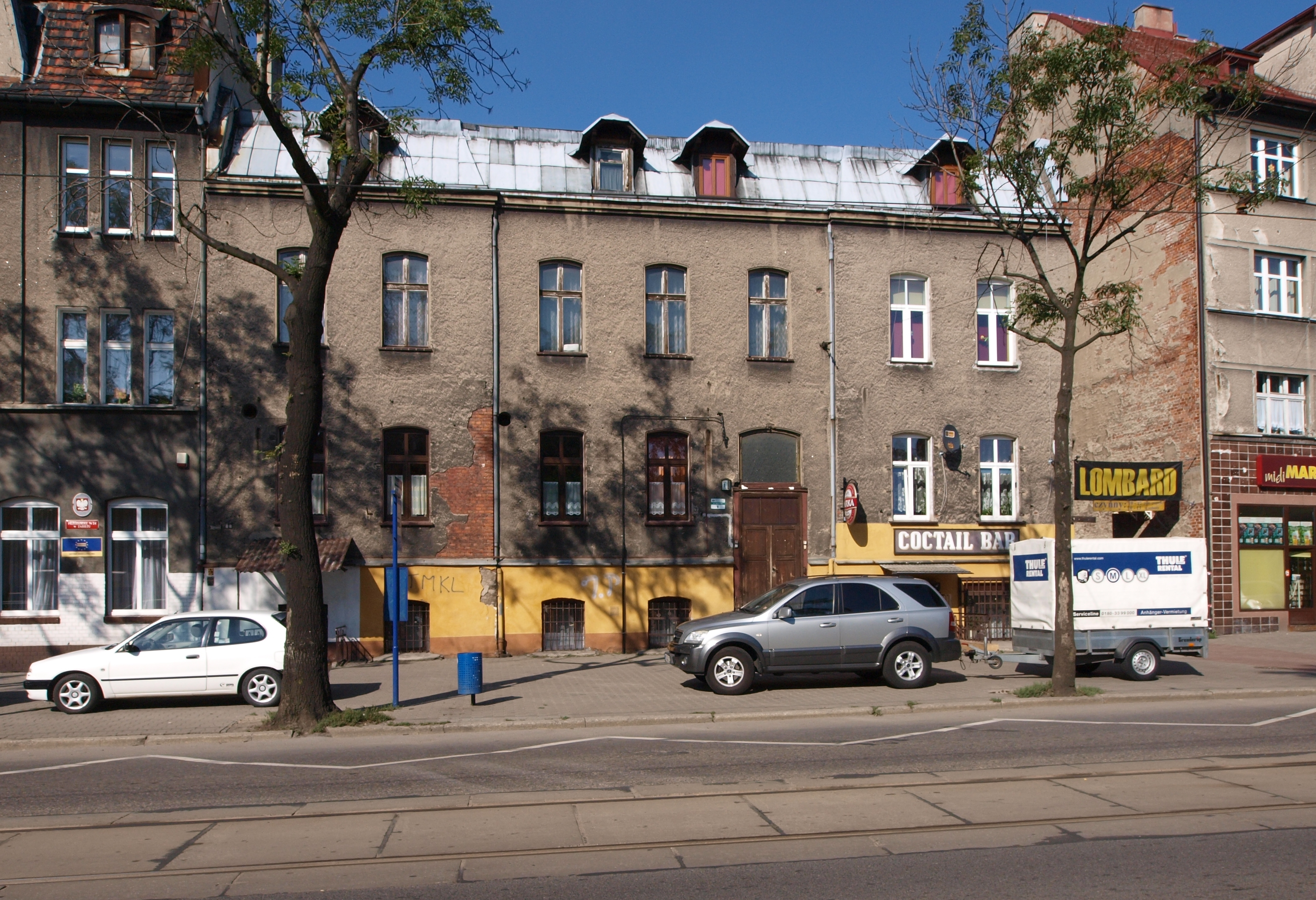
Pierwszy ratusz w Mikulczycach, plac N. Kroczka 1 (zdj. 2010)

Pierwszy mikulczycki ratusz, a właściwie gmach urzędu gminy (niem. Amtsgebäude), oddany został do użytku jesienią 1902 roku przy ówczesnej Tarnowitzerstrasse (pol. ‘ul. Tarnogórska’; obecnie ul. Tarnopolska). Budynek ten istnieje do dziś (współczesny adres to plac Norberta Kroczka 1). Ma on formę jednopiętrowej kamienicy z wysokim parterem oraz poddaszem, w której większość pomieszczeń przeznaczona została pod biura pracowników oraz mieszkanie naczelnika gminy. W piwnicy znajdowała się restauracja Ratskeller (pol. ‘Piwnica radców’), funkcjonująca przez cały okres międzywojenny oraz w czasie wojny, a jej dzierżawcą był Albert Böhmer.
Wraz ze wzrostem liczby ludności gminy istniejący ratusz okazał się zbyt mały w stosunku do potrzeb, w związku z czym podjęto decyzję o budowie nowego, większego obiektu. Ulokowano go przy tej samej Tarnowitzerstrasse kilkanaście metrów dalej w kierunku północno-zachodnim. Projekt budynku wykonał Michael Kiefer, natomiast prace budowlane za kwotę ok. 150 tys. marek wykonała firma Augusta Zemana z Mikulczyc. Pierwsze posiedzenie rady gminy w nowym gmachu odbyło się 3 marca 1911 roku.

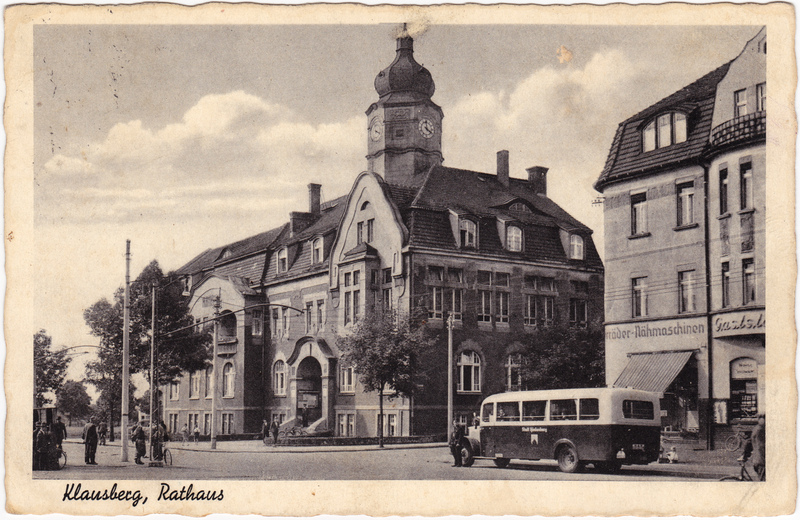
Nowy ratusz w Mikulczycach (pocztówka z ok. 1935 roku)

Pierwotnie w przyziemiu nowego budynku ulokowana była kotłownia, mieszkanie dla policjanta oraz 7 cel. Na parterze znajdowały się biura, w tym biuro naczelnika gminy, oraz skarbiec i urząd stanu cywilnego. Na piętrze – mieszkanie naczelnika (obejmujące kuchnię ze spiżarką, łazienkę, salon, trzy sypialnie, pokój dzienny, gabinet z dużym balkonem oraz pokój służącej) i obszerna sala posiedzeń. Na poddaszu – pralnia i archiwum. W latach 20. ubiegłego wieku ratuszowe sutereny często były wynajmowane; w budynku mieścił się m.in. zakład fotograficzny, a przez pewien czas funkcjonowało nawet niewielkie kino.
Tuż przed II wojną światową pomieszczenia znajdujące się w przyziemiu (dawne cele) przebudowano na schrony przeciwlotnicze, a z mieszkania burmistrza zrobiono biura. W 1945 roku gmach przejęły nowe, polskie władze na czele z Wincentym Gawlikiem. Magistrat urzędował w budynku do 1951 roku, kiedy to gmina Mikulczyce przyłączona została do miasta Zabrze. Dawny ratusz przekształcono w porodówkę, współcześnie w budynku znajduje się niepubliczny zakład opieki zdrowotnej.

## Architektura
Budynek z cegły, wzniesiony na rzucie prostokąta, o bryle urozmaiconej ryzalitem z loggią oraz wykuszem i szczytem o falistych spływach. Dach mansardowy z ośmioboczną wieżą zegarową zwieńczoną cebulastym hełmem. Drzwi i okna ujęte w ozdobnych, kamiennych obramowaniach.
W oknach dawnej sali posiedzeń znajduje się zespół witraży wykonanych przez Richarda Schleina z Zittau, o motywach rolnictwa, kultury, górnictwa i przemysłu.